# Championnat d'Israël de football 2016-2017
Navigation
Édition précédente Édition suivante
La saison 2016-2017 est la 65e édition du championnat d'Israël de football. Elle oppose les quatorze meilleurs clubs d'Israël lors d'une première phase de vingt-six journées. À l'issue de cette première phase, les six premiers disputent la poule pour le titre, tandis que les huit derniers prennent part à la poule de relégation, qui voit les deux derniers être relégués en Liga Leumit.
Trois places qualificatives pour les compétitions européennes seront attribuées par le biais du championnat (1 place au deuxième tour de qualification de Ligue des champions 2017-2018 et 2 places au premier tour de qualification de Ligue Europa). Une place au deuxième tour de qualification pour la Ligue Europa sera garantie au vainqueur de la State Cup.
C'est l'Hapoël Beer-Sheva qui remporte la compétition cette saison après avoir terminé en tête de la poule pour le titre devant le Maccabi Tel-Aviv. C'est le quatrième titre de champion d'Israël de l'histoire du club.

## Participants
| \| Beitar Jérusalem Bnei Yehoudah Bnei Sakhnin Ashdod Hapoël Ashkelon Hapoël Beer-Sheva Hapoël Haïfa Hapoël Kiryat Shmona Hapoël Kfar Sabah Hapoël Raanana Hapoël Tel-Aviv Maccabi Haïfa Maccabi Petach-Tikva Maccabi Tel-Aviv \| Localisation des clubs. |
| Beitar Jérusalem Bnei Yehoudah Bnei Sakhnin Ashdod Hapoël Ashkelon Hapoël Beer-Sheva Hapoël Haïfa Hapoël Kiryat Shmona Hapoël Kfar Sabah Hapoël Raanana Hapoël Tel-Aviv Maccabi Haïfa Maccabi Petach-Tikva Maccabi Tel-Aviv                               |

Légende des couleurs
| Club                 | Classement 2015-2016 | Entraîneur      | Stade                         | Capacité théorique |
| -------------------- | -------------------- | --------------- | ----------------------------- | ------------------ |
| Hapoël Beer-Sheva    | 1                    | Barak Bakhar    | Stade Turner                  | 16 126             |
| Maccabi Tel-Aviv     | 2                    | Lito Vidigal    | Stade de Netanya              | 13 610             |
| Beitar Jérusalem     | 3                    | Sharon Mimer    | Teddy Kollek Memorial Stadium | 31 733             |
| Maccabi Haïfa        | 4                    | Guy Luzon       | Stade Sammy-Ofer              | 30 942             |
| Bnei Sakhnin         | 5                    | Yossi Abukasis  | Doha Stadium                  | 8 500              |
| Hapoël Raanana       | 6                    | Haim Silvas     | Stade de Netanya              | 13 610             |
| Maccabi Petach-Tikva | 7                    | Kobi Refua      | Stade HaMoshava               | 11 500             |
| Bnei Yehoudah        | 8                    | Nissan Yehezkel | Stade HaMoshava               | 11 500             |
| Hapoël Tel-Aviv      | 9                    | Meni Koretski   | Stade HaMoshava               | 11 500             |
| Hapoël Kfar Sabah    | 10                   | Eli Cohen       | Stade Levita                  | 5 800              |
| Hapoël Kiryat Shmona | 11                   | Tomer Kashtan   | Stadium municipal             | 5 300              |
| Hapoël Haïfa         | 12                   | Dani Golan      | Stade Sammy-Ofer              | 30 942             |
| MS Ashdod            | 1 (LL)               | Ran Ben Shimon  | Stade Yud-Alef                | 7 800              |
| Hapoël Ashkelon      | 2 (LL)               | Yuval Naim      | Sala Stadium                  | 5 250              |

## Compétition

### Première phase

#### Classement
Le classement est établi sur le barème de points classique (victoire à 3 points, match nul à 1, défaite à 0).
| Rang | Équipe                | Pts  | J  | G  | N  | P  | Bp | Bc | Diff |
| ---- | --------------------- | ---- | -- | -- | -- | -- | -- | -- | ---- |
| 1    | Hapoël Beer-Sheva T S | 59   | 26 | 18 | 5  | 3  | 54 | 13 | +41  |
| 2    | Maccabi Tel-Aviv      | 56   | 26 | 17 | 5  | 4  | 45 | 19 | +26  |
| 3    | Maccabi Petach-Tikva  | 48   | 26 | 13 | 9  | 4  | 36 | 23 | +13  |
| 4    | Beitar Jérusalem      | 40   | 26 | 10 | 10 | 6  | 34 | 27 | +7   |
| 5    | Bnei Sakhnin          | 39   | 26 | 10 | 9  | 7  | 26 | 26 | 0    |
| 6    | Maccabi Haïfa         | 38   | 26 | 10 | 8  | 8  | 30 | 25 | +5   |
| 7    | Hapoël Kiryat Shmona  | 35   | 26 | 9  | 8  | 9  | 35 | 33 | +2   |
| 8    | Hapoël Haïfa          | 28   | 26 | 8  | 4  | 14 | 29 | 36 | -7   |
| 9    | MS Ashdod P           | 28   | 26 | 6  | 10 | 10 | 15 | 26 | -11  |
| 10   | Hapoël Raanana        | 28   | 26 | 7  | 7  | 12 | 14 | 29 | -15  |
| 11   | Bnei Yehoudah         | 25   | 26 | 5  | 10 | 11 | 20 | 32 | -12  |
| 12   | Hapoël Kfar Sabah     | 21   | 26 | 4  | 9  | 13 | 17 | 34 | -17  |
| 13   | Hapoël Ashkelon P     | 18   | 26 | 3  | 9  | 14 | 15 | 39 | -24  |
| 14   | Hapoël Tel-Aviv *     | 17-9 | 26 | 5  | 11 | 11 | 18 | 26 | -8   |

Légende
Abréviations
* L'Hapoël Tel-Aviv se voit sanctionné d'un retrait de neuf points à la suite de difficultés financières.

#### Résultat des rencontres
| Résultats (▼dom., ►ext.)                                   | ASH | BEI | BnS | BnY | HAS | HBS | HHA | HKI | HKS | HRA | HTA | MHA | MPT | MTA |
| MS Ashdod                                                  |     | 0-0 | 1-1 | 2-2 | 1-0 | 0-1 | 1-3 | 0-0 | 0-0 | 0-1 | 1-0 | 1-1 | 2-2 | 1-2 |
| Beitar Jérusalem                                           | 1-1 |     | 0-1 | 2-2 | 3-0 | 1-3 | 1-0 | 2-2 | 1-0 | 1-0 | 1-1 | 0-1 | 1-1 | 1-0 |
| Bnei Sakhnin                                               | 0-1 | 0-2 |     | 1-1 | 1-0 | 0-0 | 2-1 | 5-2 | 1-0 | 1-1 | 0-0 | 1-0 | 0-1 | 0-3 |
| Bnei Yehoudah                                              | 2-0 | 1-1 | 1-1 |     | 0-0 | 0-3 | 1-1 | 0-1 | 1-1 | 0-2 | 0-1 | 1-1 | 1-4 | 1-0 |
| Hapoël Ashkelon                                            | 0-0 | 1-1 | 0-1 | 1-0 |     | 1-5 | 3-2 | 1-1 | 0-0 | 0-0 | 0-1 | 0-2 | 0-1 | 1-2 |
| Hapoël Beer-Sheva                                          | 5-0 | 2-1 | 3-0 | 2-1 | 2-1 |     | 5-1 | 2-0 | 3-0 | 2-1 | 1-1 | 2-0 | 5-0 | 2-0 |
| Hapoël Haïfa                                               | 0-1 | 4-0 | 0-1 | 1-0 | 3-1 | 0-0 |     | 1-2 | 1-2 | 1-0 | 0-2 | 0-0 | 2-1 | 2-4 |
| Hapoël Kiryat Shmona                                       | 1-0 | 2-0 | 2-2 | 0-1 | 4-1 | 0-2 | 2-0 |     | 1-2 | 0-0 | 2-1 | 3-0 | 0-1 | 1-2 |
| Hapoël Kfar Sabah                                          | 1-0 | 0-2 | 2-1 | 0-1 | 1-1 | 0-2 | 1-2 | 2-2 |     | 1-2 | 0-0 | 0-2 | 1-3 | 1-1 |
| Hapoël Raanana                                             | 0-0 | 0-4 | 0-1 | 1-0 | 0-2 | 1-0 | 2-0 | 0-3 | 1-0 |     | 0-0 | 1-1 | 0-1 | 0-3 |
| Hapoël Tel-Aviv                                            | 2-0 | 1-2 | 1-1 | 1-2 | 2-0 | 0-0 | 0-0 | 3-3 | 1-1 | 0-0 |     | 0-2 | 0-1 | 0-1 |
| Maccabi Haïfa                                              | 0-1 | 0-2 | 1-2 | 1-1 | 5-0 | 2-1 | 0-3 | 0-0 | 2-0 | 2-0 | 1-0 |     | 0-2 | 2-2 |
| Maccabi Petach-Tikva                                       | 0-1 | 2-2 | 1-1 | 2-0 | 1-1 | 1-1 | 3-1 | 2-1 | 0-0 | 2-0 | 2-0 | 2-2 |     | 0-1 |
| Maccabi Tel-Aviv                                           | 1-0 | 2-2 | 2-1 | 2-0 | 0-0 | 1-0 | 1-0 | 3-0 | 3-1 | 4-1 | 5-0 | 0-2 | 0-0 |     |
| - Victoire à domicile - Match nul - Victoire à l'extérieur |     |     |     |     |     |     |     |     |     |     |     |     |     |     |

### Deuxième phase

#### Poule pour le titre

##### Classement
Les clubs conservent la totalité des points acquis lors de la première phase.
| Rang | Équipe                | Pts | J  | G  | N  | P  | Bp | Bc | Diff |
| ---- | --------------------- | --- | -- | -- | -- | -- | -- | -- | ---- |
| 1    | Hapoël Beer-Sheva T S | 85  | 36 | 26 | 7  | 3  | 73 | 18 | +55  |
| 2    | Maccabi Tel-Aviv      | 72  | 36 | 22 | 6  | 8  | 61 | 28 | +33  |
| 3    | Beitar Jérusalem      | 60  | 36 | 16 | 12 | 8  | 53 | 36 | +17  |
| 4    | Maccabi Petach-Tikva  | 56  | 36 | 15 | 11 | 10 | 42 | 34 | +8   |
| 5    | Bnei Sakhnin          | 48  | 36 | 13 | 9  | 14 | 32 | 46 | -14  |
| 6    | Maccabi Haïfa         | 45  | 36 | 12 | 9  | 15 | 34 | 41 | -7   |

Qualifications européennes
Abréviations

##### Résultat des rencontres
| Résultats (▼dom., ►ext.)                                   | BEI | BnS | HBS | MHA | MPT | MTA |
| Beitar Jérusalem                                           |     | 3-0 | J35 | 2-0 | 2-1 | 1-1 |
| Bnei Sakhnin                                               | 1-5 |     | 1-3 | J35 | 1-0 | 1-3 |
| Hapoël Beer-Sheva                                          | 2-0 | J36 |     | 4-0 | J34 | 1-0 |
| Maccabi Haïfa                                              | 3-2 | 0-1 | 0-1 |     | J36 | J34 |
| Maccabi Petach-Tikva                                       | 0-1 | 1-0 | 1-2 | 0-1 |     | J35 |
| Maccabi Tel-Aviv                                           | J36 | 3-0 | 1-2 | 3-0 | 2-0 |     |
| - Victoire à domicile - Match nul - Victoire à l'extérieur |     |     |     |     |     |     |

#### Poule de relégation

##### Classement
Les clubs conservent la totalité des points acquis lors de la première phase.
| Rang | Équipe               | Pts  | J  | G  | N  | P  | Bp | Bc | Diff |
| ---- | -------------------- | ---- | -- | -- | -- | -- | -- | -- | ---- |
| 7    | Hapoël Kiryat Shmona | 39   | 33 | 10 | 9  | 14 | 44 | 48 | -4   |
| 8    | Hapoël Haïfa         | 37   | 33 | 10 | 7  | 16 | 39 | 46 | -7   |
| 9    | MS Ashdod P          | 36   | 33 | 7  | 15 | 11 | 22 | 32 | -10  |
| 10   | Hapoël Raanana       | 36   | 33 | 9  | 9  | 15 | 22 | 40 | -18  |
| 11   | Bnei Yehoudah        | 35   | 33 | 8  | 11 | 14 | 26 | 39 | -13  |
| 12   | Hapoël Ashkelon P    | 32   | 33 | 7  | 11 | 15 | 24 | 42 | -18  |
| 13   | Hapoël Kfar Sabah    | 31   | 33 | 7  | 10 | 16 | 23 | 40 | -17  |
| 14   | Hapoël Tel-Aviv *    | 29-9 | 33 | 8  | 14 | 11 | 29 | 34 | -5   |

Légende
Abréviations
* L'Hapoël Tel-Aviv se voit sanctionné d'un retrait de neuf points à la suite de difficultés financières.

##### Résultat des rencontres
| Résultats (▼dom., ►ext.)                                   | ASH | BnY | HAS | HHA | HKI | HKS | HRA | HTA |
| MS Ashdod                                                  |     |     |     |     | 1-1 | 0-0 | 2-2 | 2-0 |
| Bnei Yehoudah                                              | J34 |     |     |     | 0-2 | 1-0 |     |     |
| Hapoël Ashkelon                                            | 0-0 | 1-0 |     |     | J34 |     |     |     |
| Hapoël Haïfa                                               | 1-1 | 1-1 | 1-4 |     |     |     |     | 3-3 |
| Hapoël Kiryat Shmona                                       |     |     |     | 0-2 |     | 1-4 | 2-3 | 2-3 |
| Hapoël Kfar Sabah                                          |     |     | 1-0 | J34 |     |     | 0-2 |     |
| Hapoël Raanana                                             |     | 0-2 | 0-2 | 0-2 |     |     |     | J34 |
| Hapoël Tel-Aviv                                            |     | 2-0 | 0-0 |     |     | 2-0 |     |     |
| - Victoire à domicile - Match nul - Victoire à l'extérieur |     |     |     |     |     |     |     |     |

### Évolution du classement
| Journée →     | 1  | 2  | 3  | 4  | 5  | 6  | 7  | 8  | 9  | 10 | 11 | 12 | 13 | 14 | 15 | 16 | 17 | 18 | 19 | 20 | 21 | 22 | 23 | 24 | 25 | 26 | 27 | 28 | 29 | 30 | 31 | 32 | 33 | 34 | 35 | 36 | Journées en tête | Journées relégable |
| Équipe        |    |    |    |    |    |    |    |    |    |    |    |    |    |    |    |    |    |    |    |    |    |    |    |    |    |    |    |    |    |    |    |    |    |    |    |    |                  |                    |
| ------------- | -- | -- | -- | -- | -- | -- | -- | -- | -- | -- | -- | -- | -- | -- | -- | -- | -- | -- | -- | -- | -- | -- | -- | -- | -- | -- | -- | -- | -- | -- | -- | -- | -- | -- | -- | -- | ---------------- | ------------------ |
| Beer-Sheva    | 3  | 6  | 1  | 3  | 3  | 2  | 1  | 1  | 1  | 1  | 1  | 1  | 1  | 1  | 1  | 1  | 1  | 1  | 1  | 1  | 1  | 1  | 1  | 1  | 1  | 1  | 1  | 1  | 1  | 1  | 1  | 1  | 1  | 1  | 1  | 1  | 31               |                    |
| M. Tel-Aviv   | 1  | 1  | 2  | 1  | 1  | 1  | 2  | 3  | 3  | 2  | 2  | 2  | 2  | 2  | 2  | 2  | 2  | 2  | 2  | 2  | 2  | 2  | 2  | 2  | 2  | 2  | 2  | 2  | 2  | 2  | 2  | 2  | 2  | 2  | 2  | 2  | 5                |                    |
| B. Jérusalem  | 6  | 9  | 9  | 5  | 8  | 6  | 5  | 5  | 5  | 5  | 5  | 5  | 6  | 6  | 7  | 6  | 6  | 5  | 5  | 5  | 5  | 4  | 4  | 4  | 4  | 4  | 4  | 4  | 4  | 4  | 4  | 3  | 3  | 3  |    |    |                  |                    |
| Petach-Tikva  | 7  | 4  | 3  | 2  | 2  | 3  | 3  | 2  | 2  | 4  | 4  | 4  | 4  | 4  | 3  | 3  | 3  | 3  | 3  | 3  | 3  | 3  | 3  | 3  | 3  | 3  | 3  | 3  | 3  | 3  | 3  | 4  | 4  | 4  |    |    |                  |                    |
| Bnei Sakhnin  | 8  | 5  | 8  | 11 | 11 | 13 | 10 | 6  | 8  | 9  | 7  | 7  | 7  | 8  | 6  | 7  | 7  | 7  | 7  | 6  | 6  | 5  | 5  | 5  | 5  | 5  | 5  | 5  | 5  | 5  | 5  | 5  | 5  | 5  |    |    |                  | 1                  |
| Maccabi Haïfa | 5  | 8  | 6  | 4  | 5  | 5  | 4  | 4  | 4  | 3  | 3  | 3  | 3  | 3  | 4  | 4  | 5  | 6  | 6  | 7  | 7  | 7  | 6  | 7  | 7  | 6  | 6  | 6  | 6  | 6  | 6  | 6  | 6  | 6  |    |    |                  |                    |
| Kiryat Shmona | 4  | 3  | 5  | 7  | 6  | 7  | 7  | 10 | 6  | 7  | 6  | 6  | 5  | 5  | 5  | 5  | 4  | 4  | 4  | 4  | 4  | 6  | 7  | 6  | 6  | 7  | 7  | 7  | 7  | 7  | 7  | 7  |    |    |    |    |                  |                    |
| Hapoël Haïfa  | 10 | 7  | 10 | 6  | 4  | 4  | 6  | 7  | 9  | 11 | 9  | 10 | 11 | 9  | 9  | 8  | 8  | 8  | 8  | 8  | 8  | 8  | 8  | 8  | 8  | 8  | 9  | 8  | 8  | 9  | 8  | 8  |    |    |    |    |                  |                    |
| MS Ashdod     | 12 | 14 | 13 | 13 | 14 | 14 | 14 | 14 | 12 | 10 | 10 | 12 | 12 | 12 | 12 | 10 | 9  | 9  | 9  | 9  | 10 | 11 | 10 | 10 | 10 | 9  | 8  | 10 | 10 | 10 | 9  | 9  |    |    |    |    |                  | 7                  |
| H. Raanana    | 11 | 13 | 12 | 14 | 12 | 11 | 8  | 8  | 10 | 6  | 8  | 8  | 8  | 7  | 8  | 9  | 9  | 10 | 10 | 10 | 9  | 9  | 9  | 9  | 9  | 10 | 11 | 9  | 11 | 8  | 10 | 10 |    |    |    |    |                  | 2                  |
| Bnei Yehoudah | 9  | 10 | 11 | 8  | 10 | 9  | 13 | 12 | 13 | 13 | 13 | 13 | 14 | 13 | 13 | 12 | 12 | 13 | 11 | 11 | 11 | 10 | 11 | 11 | 11 | 11 | 10 | 11 | 9  | 11 | 11 | 11 |    |    |    |    |                  | 9                  |
| H. Ashkelon   | 2  | 2  | 4  | 9  | 9  | 10 | 12 | 13 | 14 | 14 | 14 | 14 | 13 | 14 | 14 | 13 | 13 | 12 | 13 | 13 | 13 | 13 | 13 | 13 | 13 | 13 | 13 | 14 | 12 | 12 | 12 | 12 |    |    |    |    |                  | 20                 |
| H. Tel-Aviv   | 13 | 11 | 14 | 12 | 13 | 12 | 9  | 9  | 11 | 12 | 11 | 9  | 9  | 10 | 10 | 14 | 14 | 14 | 14 | 14 | 14 | 14 | 14 | 14 | 14 | 14 | 14 | 12 | 13 | 13 | 13 | 13 |    |    |    |    |                  | 19                 |
| Kfar Sabah    | 14 | 12 | 7  | 10 | 7  | 8  | 11 | 11 | 7  | 8  | 12 | 11 | 10 | 11 | 11 | 11 | 11 | 11 | 12 | 12 | 12 | 12 | 12 | 12 | 12 | 12 | 12 | 13 | 14 | 14 | 14 | 14 |    |    |    |    |                  | 6                  |

## Statistiques

### Buts marqués par journée
Ce graphique représente le nombre de buts marqués lors de chaque journée.
* indique que tous les matches de la journée n'ont pas encore été disputés ou qu'il manque des données.

### Meilleurs buteurs
| Rang | Joueur                | Club                 | Buts |
| ---- | --------------------- | -------------------- | ---- |
| 1    | Viðar Örn Kjartansson | Maccabi Tel-Aviv     | 19   |
| 2    | Tal Ben Haim          | Maccabi Tel-Aviv     | 15   |
| 3    | Anthony Nwakaeme      | Hapoël Beer-Sheva    | 14   |
| 4    | Ben Sahar             | Hapoël Beer-Sheva    | 13   |
| 4    | Itay Shechter         | Beitar Jérusalem     | 13   |
| 6    | Idan Vered            | Beitar Jérusalem     | 11   |
| 7    | Gidi Kanuk            | Maccabi Petach-Tikva | 10   |
| 8    | Ma'aran Al Lala       | Hapoël Haïfa         | 9    |
| 8    | Eli Elbaz             | Hapoël Kfar Sabah    | 9    |
| 8    | Guy Melamed           | Maccabi Petach-Tikva | 9    |

## Parcours en coupes d'Europe
Le parcours des clubs israéliens en coupes d'Europe est important puisqu'il détermine le coefficient UEFA, et donc le nombre de clubs israéliens présents en coupes d'Europe les années suivantes.

### Parcours européen des clubs
| Hapoël Beer-Sheva | Ligue des champions | Barrages                       | Celtic Glasgow                                 |
| Hapoël Beer-Sheva | Ligue Europa        | Seizièmes de finale            | Beşiktaş JK                                    |
| Maccabi Haïfa     | Ligue Europa        | Deuxième tour de qualification | Nõmme Kalju                                    |
| Maccabi Tel-Aviv  | Ligue Europa        | Phase de groupes               | Zénith Saint-Pétersbourg AZ Alkmaar Dundalk FC |
| Beitar Jérusalem  | Ligue Europa        | Barrages                       | AS Saint-Étienne                               |

### Coefficient UEFA du championnat israélien
Le classement UEFA de la fin de saison 2016-2017 permet d'établir la répartition et le nombre d'équipes pour les coupes d'Europe de la saison 2018-2019.
| Rang 2017 | Rang 2016 | Évolution | Ligue  | 2012-2013 | 2013-2014 | 2014-2015 | 2015-2016 | 2016-2017 | Coefficient | Places en Ligue des champions de l'UEFA | Places en Ligue des champions de l'UEFA | Places en Ligue des champions de l'UEFA | Places en Ligue des champions de l'UEFA | Places en Ligue Europa | Places en Ligue Europa | Places en Ligue Europa | Places en Ligue Europa | Places en Ligue Europa |
| Rang 2017 | Rang 2016 | Évolution | Ligue  | 2012-2013 | 2013-2014 | 2014-2015 | 2015-2016 | 2016-2017 | Coefficient | PG                                      | TB                                      | T3                                      | T2                                      | PG                     | TB                     | T3                     | T2                     | T1                     |
| --------- | --------- | --------- | ------ | --------- | --------- | --------- | --------- | --------- | ----------- | --------------------------------------- | --------------------------------------- | --------------------------------------- | --------------------------------------- | ---------------------- | ---------------------- | ---------------------- | ---------------------- | ---------------------- |
| 21        | 21        | =         | Suède  | 5,125     | 3,200     | 3,900     | 4,750     | 2,750     | 19,725      | -                                       | -                                       | -                                       | 1                                       | -                      | -                      | -                      | 1                      | 2                      |
| 22        | 23        | +1        | Israël | 3,250     | 5,750     | 1,375     | 2,250     | 6,750     | 19,375      | -                                       | -                                       | -                                       | -                                       | -                      | -                      | -                      | 1                      | 2                      |
| 23        | 25        | +2        | Écosse | 4,300     | 3,250     | 4,000     | 3,000     | 4,375     | 18,925      | -                                       | -                                       | -                                       | 1                                       | -                      | -                      | -                      | 1                      | 2                      |

### Coefficient UEFA des clubs engagés en Coupe d'Europe
| Rang 2016 | Rang 2017 | Évolution | Club              | 2012-2013 | 2013-2014 | 2014-2015 | 2015-2016 | 2016-2017 | Coefficient UEFA |
| --------- | --------- | --------- | ----------------- | --------- | --------- | --------- | --------- | --------- | ---------------- |
| 98        | 88        | +10       | Maccabi Tel-Aviv  | 0,650     | 10,150    | 1,775     | 4,450     | 6,350     | 23,375           |
| 275       | 150       | +125      | Hapoël Beer-Sheva | 0,650     | 1,150     | 0,775     | 0,950     | 7,350     | 10,875           |
| 144       | 176       | -32       | Maccabi Haïfa     | 0,650     | 5,150     | 0,275     | 0,450     | 1,850     | 8,375            |
| 294       | 231       | +63       | Beitar Jérusalem  | 0,650     | 1,150     | 0,275     | 0,950     | 2,850     | 5,875            |